# Paul Newman
Paul Leonard Newman (n. 26 ianuarie 1925, Shaker Heights⁠(d), Ohio, SUA – d. 26 septembrie 2008, Westport, Connecticut, SUA) a fost un actor, regizor și producător american. În afara carierei artistice s-a făcut remarcat și ca antreprenor, filantrop și pilot de curse.
Cariera artistică în lumea filmului i-a adus numeroase premii, printre care se numără: un premiu Oscar, de trei ori Globul de Aur, câte o dată BAFTA, Screen Actors Guild, Festivalul de Film de la Cannes și Emmy, precum și numeroase premii onorifice.
Newman fost nominalizat de 9 ori pentru premiul Oscar ca actor și o dată ca producător pentru filmul Rachel, Rachel. În 1986 a fost distins cu acest premiu pentru rolul din pelicula Culoarea banilor în regia lui Martin Scorsese.
În România a fost cunoscut mai ales datorită filmelor sale din anii 1960 și 1970, în care se remarcă rolurile sale, alături de Robert Redford, din Butch Cassidy and the Sundance Kid și Cacealmaua, iar recent pentru dublarea vocii în engleză a personajului Doc Hudson din producția Pixar/Disney Mașini, lansată în vara lui 2006. Alte roluri remarcabile sunt cele din Dulcea pasăre a tinereții, Pisica pe acoperișul fierbinte.
Ca pilot de curse, Paul Newman a câștigat numeroase curse în competițiile organizate de Sports Car Club of America, iar el și echipa sa au câștigat mai multe titluri naționale în secțiunea open wheel a curselor IndyCar.
Newman a fost cofondator al companiei Newman's Own, o companie a cărei venituri după taxare au fost donate integral unei societăți de caritate.

## Viața personală
Newman a fost căsătorit de două ori. Prima căsătorie a avut-o cu Jackie Witte din 1949 până în 1958. Împreună au avut un băiat, Scott (1950–1978), și două fete, Susan (n. 1953) și Stephanie Kendall (n. 1954). Scott, care a apărut în filmele Breakheart Pass, Infernul din zgârie-nori și filmul din 1977 Fraternity Row, a murit dintr-o supradoză de droguri. Newman a pornit o campanie împotriva cosumurilor de droguri înființând Centrul Scott Newman în memoria fiului său. Susan este o realizatoare de documentare și filantroapă, a avut câteva apariții pe Broadway și în filme, incluzând un rol al unei fan al unuia din cei patru Beatles din filmul I Wanna Hold Your Hand (1978), de asemenea un mic rol de compoziție alături de tatăl ei în 
Slap Shot. A primit o nominalizare Emmy ca și co-producătoare a filmului ei The Shadow Box.
A fost căsătorit, începând din 1958, cu actrița Joanne Woodward. „Nunta de aur” au celebrat-o în ianuarie 2008.
Newman a decedat la 26 septembrie 2008 în locuința sa din Westport, Connecticut, din cauza unei serii de complicații din urma unui cancer pulmonar.

## Filmografie
| Anul | Numele filmului în limba română       | Numele filmului în limba engleză               | Rolul jucat în film            | Premii/Observații |
| ---- | ------------------------------------- | ---------------------------------------------- | ------------------------------ | --- |
| 1954 | Potirul de argint                     | The Silver Chalice                             | Basil                          | |
| 1955 |                                       | Producer's Showcase: Our Town                  | George Gibbs                   | |
| 1956 | Cineva acolo sus mă iubește           | Somebody Up There Likes Me                     | en:Rocky Graziano              | Premiul scenariștilor pentru cel mai bun actor străin |
| 1956 |                                       | The Rack                                       | Căpt. Edward W. Hall Jr.       | |
| 1957 |                                       | en:The Helen Morgan Story                      | Larry Maddux                   | |
| 1957 |                                       | en:Until They Sail                             | Căpit. Jack Harding            | |
| 1958 | Lunga vară fierbinte                  | en:The Long, Hot Summer                        | Ben Quick                      | Premiul cel mai bun actor (Festivalul Internațional de Film de la Cannes) |
| 1958 |                                       | en:The Left Handed Gun                         | en:Billy the Kid               | |
| 1958 | Pisica pe acoperișul fierbinte        | Cat on a Hot Tin Roof                          | Brick Pollitt                  | Nominalizat — Premiul Oscar pentru cel mai bun actor Nominalizat — BAFTA pentru cel mai bun actor Nominalizat — Premiul Laurul de aur |
| 1958 |                                       | Rally 'Round the Flag, Boys!                   | Harry Bannerman                | |
| 1959 |                                       | en:The Young Philadelphians                    | Anthony Judson Lawrence        | |
| 1960 | De pe terasă                          | en:From the Terrace                            | David Alfred Eaton             | |
| 1960 | Exodus                                | Exodus                                         | Ari Ben Canaan                 | |
| 1961 | Energicul                             | The Hustler                                    | Eddie Felson                   | BAFTA pentru cel mai bun actor Premiul Laurul de aur pentru cel mai bun actor Premiul la Festivalul de Filme de la Mar del Plata pentru cel mai bun actor Nominalizat — Premiul Oscar pentru cel mai bun actor Nominalizat — Premiul Globul de Aur pentru cel mai bun actor (dramă) |
| 1961 |                                       | en:Paris Blues                                 | Ram Bowen                      | |
| 1962 | Dulcea pasăre a tinereții             | Sweet Bird of Youth                            | Chance Wayne                   | Nominalizat — Premiul Globul de Aur pentru cel mai bun actor (dramă) |
| 1962 |                                       | en:Hemingway's Adventures of a Young Man       | Ad Francis, 'The Battler'      | Nominalizat — Premiul Globul de Aur pentru cel mai bun actor în rol secundar (film) |
| 1963 |                                       | Hud                                            | Hud Bannon                     | Nominalizat — Premiul Oscar pentru cel mai bun actor Nominalizat — BAFTA pentru cel mai bun actor Nominalizat — Premiul Globul de Aur pentru cel mai bun actor (dramă) |
| 1963 | Un nou fel de dragoste                | A New Kind of Love                             | Steve Sherman                  | |
| 1963 | Premiul                               | The Prize                                      | Andrew Craig                   | |
| 1964 |                                       | en:What a Way to Go!                           | Larry Flint                    | |
| 1964 | Injuria                               | en:The Outrage                                 | Juan Carrasco                  | |
| 1965 |                                       | en:Lady L                                      | Armand Denis                   | |
| 1966 | Harper                                | Harper                                         | Lew Harper                     | |
| 1966 | Cortina sfâă                          | en:Torn Curtain                                | Prof. Michael Armstrong        | regizat de Alfred Hitchcock |
| 1967 | Hombre                                | Hombre                                         | John Russell                   | |
| 1967 | Luke mână rece                        | en:Cool Hand Luke                              | Luke Jackson                   | Nominalizat — Premiul Oscar pentru cel mai bun actor Nominalizat — Premiul Globul de Aur pentru cel mai bun actor (dramă) Nominalizat — Premiul Premiul Laurul de aur pentru cel mai bun actor |
| 1968 | Secretul lui Harry Frigg              | en:The Secret War of Harry Frigg               | soldat Harry Frigg             | |
| 1969 |                                       | en:Winning                                     | Frank Capua                    | |
| 1969 | Butch Cassidy și Sundance Kid         | Butch Cassidy and the Sundance Kid             | Butch Cassidy                  | Nominalizat — BAFTA pentru cel mai bun actor Nominalizat — Premiul Laurul de aur pentru cel mai bun actor |
| 1970 |                                       | WUSA                                           | Rheinhardt                     | |
| 1971 | Din când în când o idee mare          | Sometimes a Great Notion                       | Hank Stamper                   | |
| 1971 |                                       | en:Once Upon a Wheel (1971 TV program)         | pe el                          | Câștigător: Premiul World Television Festival |
| 1972 | Bani de buzunar                       | en:Pocket Money                                | Jim Kane                       | |
| 1972 | Viața și epoca judecătorului Roy Bean | en:The Life and Times of Judge Roy Bean        | judecătorul Roy Bean           | |
| 1973 | Omul lui Mackintosh                   | en:The Mackintosh Man                          | Joseph Rearden                 | |
| 1973 | Cacealmaua                            | en:The Sting                                   | Henry Gondorff                 | |
| 1974 | Infernul din zgârie-nori              | The Towering Inferno                           | Doug Roberts                   | |
| 1975 | Piscina ucigașă                       | The Drowning Pool                              | Lew Harper                     | |
| 1976 | Comedie mută                          | en:Silent Movie                                | pe el însuși                   | |
| 1976 | Buffalo Bill și indienii              | en:Buffalo Bill and the Indians                | William F. "Buffalo Bill" Cody | |
| 1977 | Furie pe gheață                       | Slap Shot                                      | Reggie "Reg" Dunlop            | |
| 1979 |                                       | Quintet                                        | Essex                          | |
| 1980 | Vulcanul                              | en:When Time Ran Out...                        | Hank Anderson                  | |
| 1981 |                                       | en:Fort Apache, The Bronx                      | Murphy                         | |
| 1981 | Fără răutate                          | en:Absence of Malice                           | Michael Colin Gallagher        | Nominalizat — Premiul Oscar pentru cel mai bun actor |
| 1982 |                                       | Come Along with Me                             | Hughie                         | TV |
| 1982 | Verdictul                             | en:The Verdict                                 | Frank Galvin                   | Premiul David di Donatello pentru cel mai bun actor străin Nominalizat — Premiul Oscar pentru cel mai bun actor Nominalizat — Premiul Globul de Aur pentru cel mai bun actor (dramă) |
| 1984 | Harry și fiul                         | en:Harry & Son                                 | Harry Keach                    | |
| 1986 | Culoarea banilor                      | en:The Color of Money                          | Fast Eddie Felson              | Premiul Oscar pentru cel mai bun actor National Board of Review Award pentru cel mai bun actor Nominalizat — Premiul Globul de Aur pentru cel mai bun actor (dramă) Nominalizat — Premiul criticilor de film din New York pentru cel mai bun actor |
| 1989 | Minte contra forță                    | en:Fat Man and Little Boy                      | Gen. Leslie R. Groves          | |
| 1989 |                                       | Blaze                                          | Gov. Earl K. Long              | |
| 1990 | Domnul și doamna Bridge               | en:Mr. and Mrs. Bridge                         | Walter Bridge                  | |
| 1993 |                                       | en:La Classe américaine                        | Dave                           | |
| 1994 | Afacerea Hudsucker                    | en:The Hudsucker Proxy                         | Sidney J. Mussburger           | |
| 1994 | Prostul nimănui                       | Nobody's Fool                                  | Donald J. "Sully" Sullivan     | Ursul de Argint pentru cel mai bun actor (Festivalul Internațional de Film de la Berlin cea de-a 45-a ediție) Premiul criticilor Societății Naționale de film din New York pentru cel mai bun actor Premiul criticilor de film din New York pentru cel mai bun actor Nominalizat — Premiul Oscar pentru cel mai bun actor Nominalizat — Premiul Globul de Aur pentru cel mai bun actor (dramă) Nominalizat — Screen Actors Guild Awards pentru actor în rol principal în miniserie sau film TV |
| 1998 | Amurg                                 | Twilight                                       | Harry Ross                     | |
| 1999 | Mesaj de departe                      | Message in a Bottle                            | Dodge Blake                    | Nominalizat — Blockbuster Entertainment Award pentru cel mai bun actor în rol secundar]] |
| 2000 | Aici sunt banii                       | en:Where the Money Is                          | Henry Manning                  | |
| 2001 |                                       | en:The Blunder Years (The Simpsons episode)    | pe el însuși                   | voce |
| 2002 | Drumul spre pierzanie                 | en:Road to Perdition                           | John Rooney                    | Premiul Societății Criticilor din Phoenix pentru cel mai bun actor în rol secundar Nominalizat — Premiul Oscar pentru cel mai bun actor în rol secundar Nominalizat — pentru premiul BAFTA pentru cel mai bun actor în rol secundar Nominalizat — Broadcast Film Critics Association Award pentru cel mai bun actor în rol secundar Nominalizat — Premiul Asociației Criticilor din Chicago pentru cel mai bun actor în rol secundar Nominalizat — Premiul Globul de Aur pentru cel mai bun actor în rol secundar (tv) Nominalizat — Online Film Critics Society Award pentru cel mai bun actor în rol secundar Nominalizat — Premiul Satellite pentru cel mai bun actor în rol secundar (tv) |
| 2003 | Orașul nostru                         | Our Town                                       | Stage Manager                  | Nominalizat — Primetime Emmy Award for Outstanding Lead Actor - Miniserial sau film Nominalizat — Screen Actors Guild Awards pentru actor în miniserie sau film TV |
| 2005 |                                       | Empire Falls                                   | Max Roby                       | Premiul Primetime Emmy pentru actor în rol secundar - Miniserial sau film Premiul Globul de Aur pentru cel mai bun actor în rol secundar (tv) |
| 2005 | James Dean: Pururea tânăr             | en:James Dean: Forever Young                   | el însuși                      | |
| 2005 |                                       | Magnificent Desolation: Walking on the Moon 3D | Dave Scott                     | voce |
| 2006 | Mașini                                | Cars                                           | Doc Hudson                     | voce |
| 2007 | Dale                                  | Dale                                           | Narator                        | voce |
| 2008 | Suricatele                            | The Meerkats                                   | Narator                        | voce |